# Lazuri de Beiuș
Lazuri de Beiuș est une commune roumaine du județ de Bihor, en Transylvanie, dans la région historique de la Crișana et dans la région de développement Nord-Ouest.

## Géographie

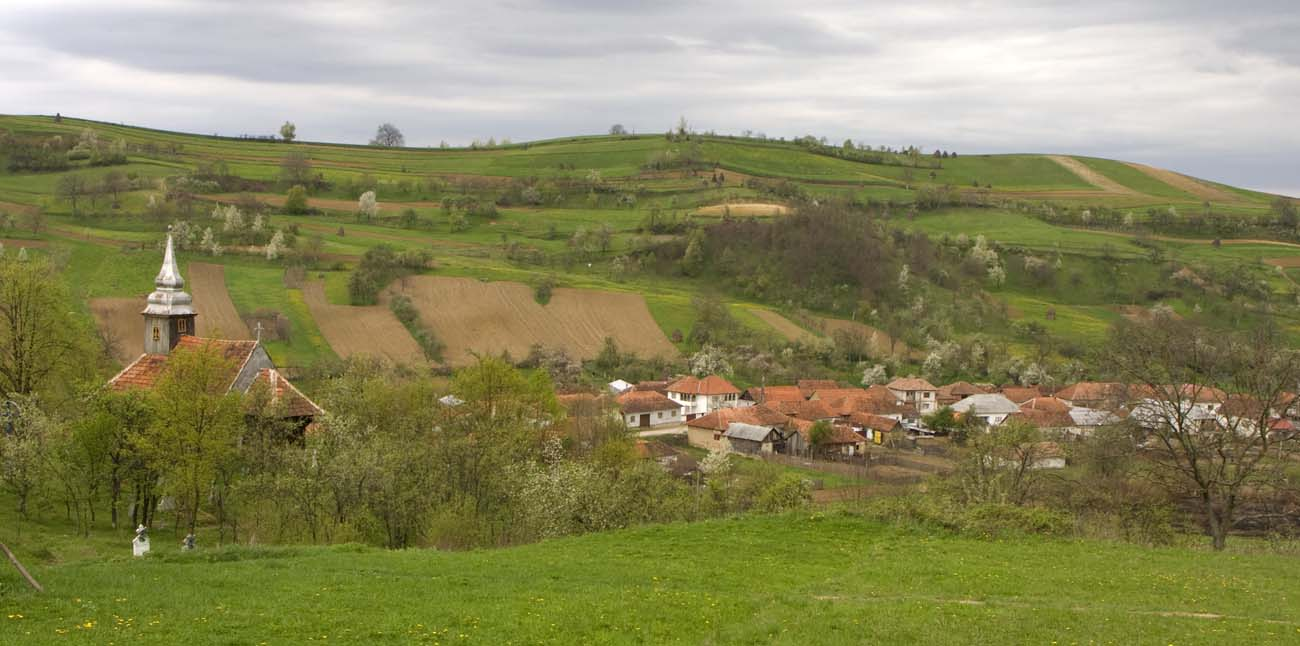
Le village de Hinchiriș

La commune de Lazuri de Beiuș est située dans le sud-est du județ, sur la rive gauche du Crișul Repede, dans la dépression de Beiuș et les Monts Codru, à 20 km au sud de Beiuș et à 80 km au sud-est d'Oradea, le chef-lieu du județ.
La municipalité est composée des quatre villages suivants, nom hongrois, (population en 2002) :
- Băteni, Balalény (259) ;
- Cusuriuș, Köszvényes (498) ;
- Hinchiriș, Henkeres (751) ;
- Lazuri de Beiuș, Belényesirtáa (372), siège de la commune.

## Histoire
La première mention écrite du village de Lazuri de Beiuș date de 1588 sous le nom de Lazur.
La commune, qui appartenait au royaume de Hongrie, en a donc suivi l'histoire.
Après le compromis de 1867 entre Autrichiens et Hongrois de l'empire d'Autriche, la principauté de Transylvanie disparaît et, en 1876, le royaume de Hongrie est partagé en comitats. Lazuri de Beiuș intègre le comitat de Bihar (Bihar vármegye).
À la fin de la Première Guerre mondiale, l'Empire austro-hongrois disparaît et la commune rejoint la Grande Roumanie au traité de Trianon.
En 1940, à la suite du deuxième arbitrage de Vienne, elle n'est pas annexée par la Hongrie et reste sous la souveraineté roumaine. 

## Politique
| Période                                  | Période  | Identité      | Étiquette | Qualité |
| ---------------------------------------- | -------- | ------------- | --------- | ------- |
| Les données manquantes sont à compléter. |          |               |           |         |
|                                          | 2012     | Marțian Lupaș | PSD       |         |
| 2012                                     | 2016     | Nicolae Hanza | PNL       |         |
| 2016                                     | En cours | Gabriel Popa  | PNL       |         |

| Parti | Parti                                      | Sièges |
| ----- | ------------------------------------------ | ------ |
|       | Parti social-démocrate (PSD)               | 2      |
|       | Parti national libéral (PNL)               | 7      |
|       | Alliance des libéraux et démocrates (ALDE) | 2      |

## Religions
En 2002, la composition religieuse de la commune était la suivante :
- Chrétiens orthodoxes, 87,55 % ;
- Baptistes, 8,40 % ;
- Pentecôtistes, 2,34 % ;
- Adventistes du septième jour, 1,54 %.

## Démographie
En 1910, à l'époque austro-hongroise, la commune comptait 2 900 Roumains (99,04 %) et 26 Hongrois (0,89 %).
En 1930, on dénombrait 2 908 Roumains (99,15 %), 11 Hongrois (0,38 %) et 11 Roms (0,38 %).
En 1956, après la Seconde Guerre mondiale, 3 019 Roumains (99,90 %) côtoyaient 3 Hongrois (0,10 %).
En 2002, la commune comptait 1 878 Roumains (99,89 %) et 2 Hongrois (0,10 %). On comptait à cette date 621 ménages et 806 logements.
| 1880  | 1890  | 1900  | 1910  | 1920  | 1930  | 1941  | 1956  | 1966  |
| ----- | ----- | ----- | ----- | ----- | ----- | ----- | ----- | ----- |
| 2 130 | 2 424 | 2 598 | 2 928 | 2 982 | 2 933 | 3 067 | 3 022 | 2 749 |

| 1977  | 1992  | 2002  | 2007  | - | - | - | - | - |
| ----- | ----- | ----- | ----- | - | - | - | - | - |
| 2 607 | 2 142 | 1 880 | 1 735 | - | - | - | - | - |

## Économie
L'économie de la commune repose sur l'agriculture.

## Communications

### Routes
Lazuri de Beiuș est située à quelques kilomètres de la route nationale DN76 Oradea-Deva.

## Lieux et monuments

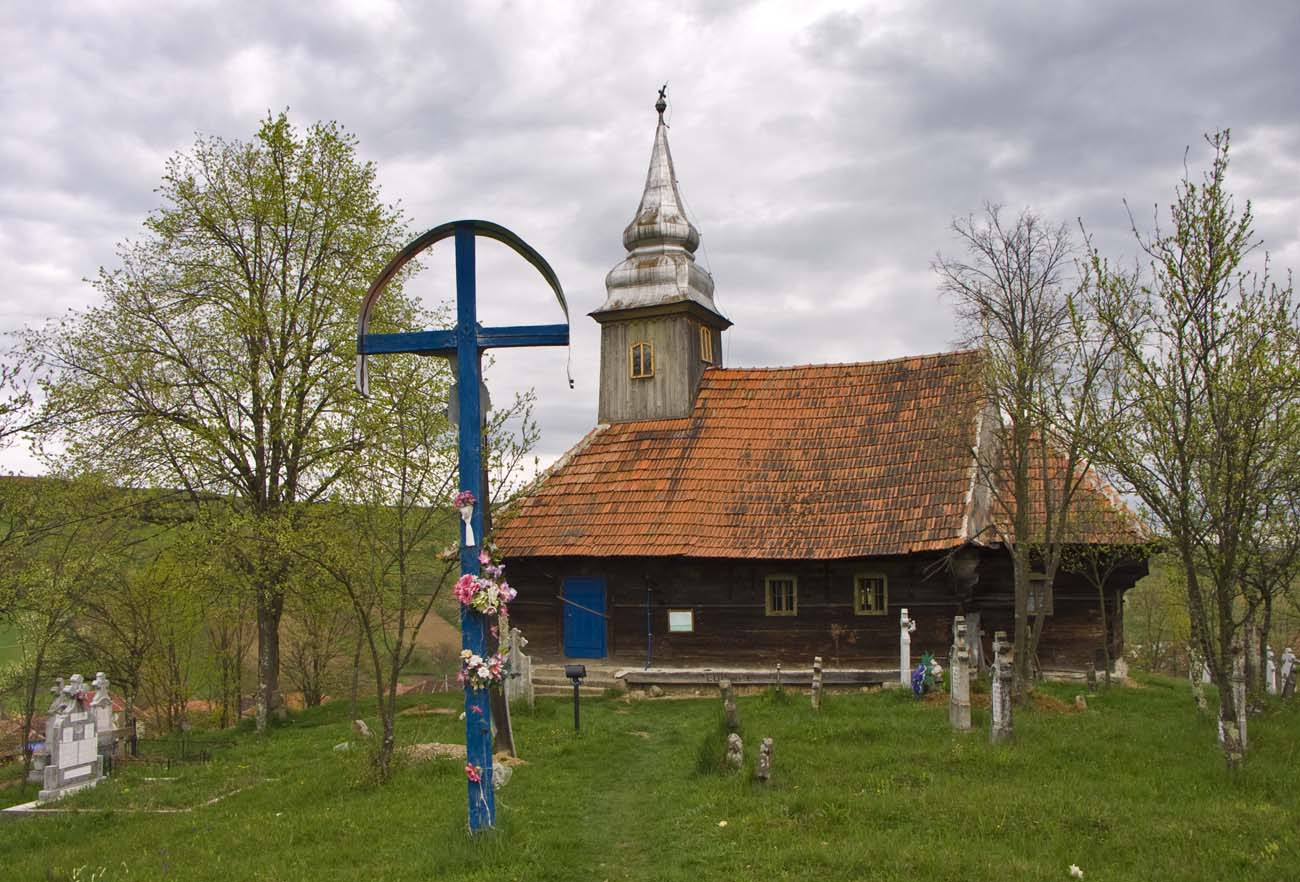
L'église de Hinchiriș

- Lazuri de Beiuș, église orthodoxe en bois de la Pentecôte (Pogorârea Sf. Duh), datant de 1700, classée monument historique[6] ;
- Hinchiriș, église orthodoxe en bois de l'Ascension (Înălțarea Domnului), datant de 1773, classée monument historique[6] ;
- Cusuriuș, église orthodoxe datant de 1895[6].